# Liste der denkmalgeschützten Objekte in Parbasdorf
Die Liste der denkmalgeschützten Objekte in Parbasdorf enthält das  denkmalgeschützte, unbewegliche Objekt der Gemeinde Parbasdorf.

## Denkmäler
| Foto |                 | Denkmal                                                                          | Standort                | Beschreibung                                                  | Metadaten |
| ---- | --------------- | -------------------------------------------------------------------------------- | ----------------------- | ------------------------------------------------------------- | --- |
| ja   | Datei hochladen | Kath. Filialkirche Allerheiligste Dreifaltigkeit HERIS-ID: 10729 Objekt-ID: 6791 | Standort KG: Parbasdorf | Kleine spätbarocke Dorfkirche aus dem frühen 19. Jahrhundert. | BDA-Hist.: Q38077726 Status: § 2a Stand der BDA-Liste: 2025-06-30 Name: Kath. Filialkirche Allerheiligste Dreifaltigkeit GstNr.: 80 Filialkirche Parbasdorf |